# Гіпотези Тета
Гіпотези Тета — це три гіпотези, висловлені математиком 19-ого століття Пітером Гатрі Тетом під час вивчення вузлів. Гіпотези Тета оперують концепціями з теорії вузлів, такими як альтерновані вузли, хіральність і число закрученості. Всі гіпотези Тета доведено, останньою була гіпотеза про перевертання.

## Передумови

Скорочена діаграма — це така, в якій вилучено всі перешийки.

Тет прийшов до своїх гіпотез у кінці XIX століття після спроб звести в таблицю всі вузли. Як у засновника теорії вузлів, його робота не мала суворого математичного обґрунтування, і не зовсім зрозуміло, поширював він свої гіпотези на всі вузли, чи тільки на альтерновані. Виявилося, що більшість із них правильні тільки для альтернованих вузлів. У гіпотезах Тета діаграма вузла називається «скороченою», якщо всі «перешийки» або «тривіальні перехрещення» вилучено.

## Число перетинів альтернованих вузлів
Тет припустив, що за деяких обставин число перетинів є інваріантом вузла, зокрема: 
 Будь-яка скорочена діаграма альтернованого зачеплення має найменшу можливу кількість перетинів 
 Іншими словами, число перетинів скороченого альтернованого зачеплення є інваріантом вузла. Цю гіпотезу довели Луїс Кауфман, Куніо Мурасугі (村杉邦男) і Морвен Б. Тістлетвейт у 1987 за допомогою многочлена Джонса. Геометричне доведення, що не використовує многочленів вузла, дав 2017 року Джошуа Грін (Joshua Greene). 

## Число закрученості й хіральність
Друга гіпотеза Тета: 
 Амфіхіральне (або ахіральне) альтерноване зачеплення має нульове число закрученості. 
 Цю гіпотезу також довели Кауфман і Тістлетвейт. 

## Перевертання

Перевертання

Гіпотезу Тета про перевертання можна сформулювати так: 
 Якщо дано дві скорочені альтерновані діаграми {\displaystyle D_{1}} і {\displaystyle D_{2}} орієнтованого простого альтернованого зачеплення, просте альтерноване зачеплення {\displaystyle D_{1}} можна перетворити на {\displaystyle D_{2}} шляхом послідовності деякого виду операцій, які називаються перевертанням 
 Гіпотезу Тета про перевертання довели Тістлетвейт і Вільям Менаско 1991 року. З гіпотези Тета про перевертання випливає кілька інших гіпотез Тета: 
 Будь-які дві скорочені діаграми одного альтернованого вузла мають однакове число закрученості. 
 Це випливає з того, що перевертання зберігає число закрученості. Цей факт довели раніше Мурасугі і Тістлетвейт. Це також випливає з роботи Гріна. Для неальтернованих вузлів ця гіпотеза не правильна і пара Перко є контрприкладом. З цього результату випливає така гіпотеза: 
 Альтерновані амфіхіральні вузли мають парне число перетинів. 
 Це випливає з того, що дзеркальний вузол має протилежне число закрученості. Ця гіпотеза знову правильна тільки для альтернованих вузлів — існує неальтернований амфіхіральний вузол з числом перетинів 15.